# نادي صحم
نادي صحم هو نادي كرة قدم عماني تأسس بتاريخ 2 سبتمبر 1970 في دولة الكويت وتمت تسميته نادي التضامن لكن بعد عامين وتحديدا في 1 مارس 1972 تم تغيير اسمه إلى نادي صحم ويلقب بالموج الأزرق.
ويلعب حاليا نادي صحم ضمن الدوري العماني الأول ويذكر أنه في موسم 2009–2010 شارك في بطولة كأس الاتحاد الآسيوي لكرة القدم وخرج من الدور الأول.

## نتائج الفريق في بطولةكأس الاتحاد الآسيويموسم 2009/2010
| الدور     | الخصم       | الذهاب                     | الإياب                            |
| --------- | ----------- | -------------------------- | --------------------------------- |
| المجموعات | الكرامة     | 2-0 في ملعب خالد بن الوليد | 4-2 في استاد السيب الرياضي        |
| المجموعات | أهلي صنعاء  | 0-1 في استاد السيب الرياضي | 2-2 في ستاد علي المريسي           |
| المجموعات | شباب الأردن | 0-0 في استاد السيب الرياضي | 3-1 في ستاد الملك عبد الله الثاني |

## أبرز إنجازاته المحلية لكرة القدم
- كأس السلطان قابوس موسم 2009 -2010 و 2015-2016
- كأس السوبر 2010 م
- وصافة كأس رابطة الأتحاد 2012-2013
- المركز الثالث بالدوري العماني 2012-2013
- كأس رابطة الأتحاد العماني للمحترفين. موسم 2013-2014
- وصافة الأندية الخليجية 2013 - 2014 الأنجاز الخارجي والأبرز

## ابرز نجوم فريق كرة القدم
يعقوب أسماعيل ، محمد الغساني ، محسن جوهر ، سليمان البريكي ، ناصر العلي ، أحمد البريكي ، معاذ الخالدي ، عبد العزيز الشموسي ، بدر الجابري .

## كرة الطائرة
كما يعتبر فريق كرة الطائرة التابع لنادي صحم من أهم فرق السلطنة حيث تم تتويجه بدرع دوري عام السلطنة موسم 2009-2010 وموسم 2010-2011 وموسم 2012-2013 والتتويج بدرع الوزارة للمواسم التالية 2011-2012 وموسم 2012-2013 وثنائية موسم 2013-2014 بدوري عام السلطنة لكرة الطائرة ودرع الوزارة.
ويلقب فريق كرة الطائرة الصحماوية بالصاعقة.

### إنجازات فريق كرة الطائرة
وأبرز إنجازاته على المستوى الخارجي المركز التاسع بالبطولة الآسيوية المقامة بجمهورية إيران والمركز الرابع بالبطولة العربية المقامة بجمهورية لبنان والمركز الثالث بالبطولة الخليجية بدولة قطر.

### ابرز نجوم فريق كرة الطائرة
أبرز نجوم فريق كرة الطائرة الصحماوية: وليد البادي ، إبراهيم المزيني ، سعود المعمري.